# خوان نينيو
خوان نينيو(بالإسبانية:Juan Niño) هو البحار والمكتشف الإسباني، ولد في موغير بنهايات القرن الخامس عشر. هو الأخ الأكبر للإخوة «نينيو». وهو صاحب سفينة «لانينيا» في رحلة الاكتشاف الأولى. وأيضاً شارك كريستوفر كولومبوس وبقية أعضاء عائلته في ثاني وثالث رحلة الاكتشاف.

## سيرته الذاتية
يُعد خوان نينيو هو الأبن الأكبر لألفون بيرس نينيو. شكلت عائلة نينيو سلسلة من البحارة المعتادين على السفر بحراً من المحيط الأطلسي والبحر المتوسط. تربى خوان في بيئة بحرية، ككونه بحاراً حتى يكتسب خبرة واسعة.
عام 1488م أمر بتشيد سفينة «لانينيا» في ترسانة ميناء موغير، والتي لقبها باسم «سانتاكلارا» تيمناً باسم دير سانتا كلارا بموغير.
قام بالعديد من المساهمات البارزة في الاستعدادات لرحلة الاكتشاف. أصبح الأخوة نينيو من المدافعين الأشداء عن مسيرة كريستوفر كولومبوس. كما أعجبوا بالملاحة الموغيرية، وباقي البحارين الذين أبحروا معهم لتطوعهم للمشاركة في رحلة اكتشاف كولومبوس الأولى. في يوليو 1492بميناء موغير من جانب الأخوة نينيو قاموا باستعدادات سفينة العائلة لانينيا. في رحلة الاكتشاف الأولى كان قبطان سفينة لانينيا قد وصل إلى الميناء، بالإضافة إلى مساهمات خوان في مسيرة كولومبوس بسفينة لانينيا، كان ملماً بنزعات كولومبوس عام1552م.

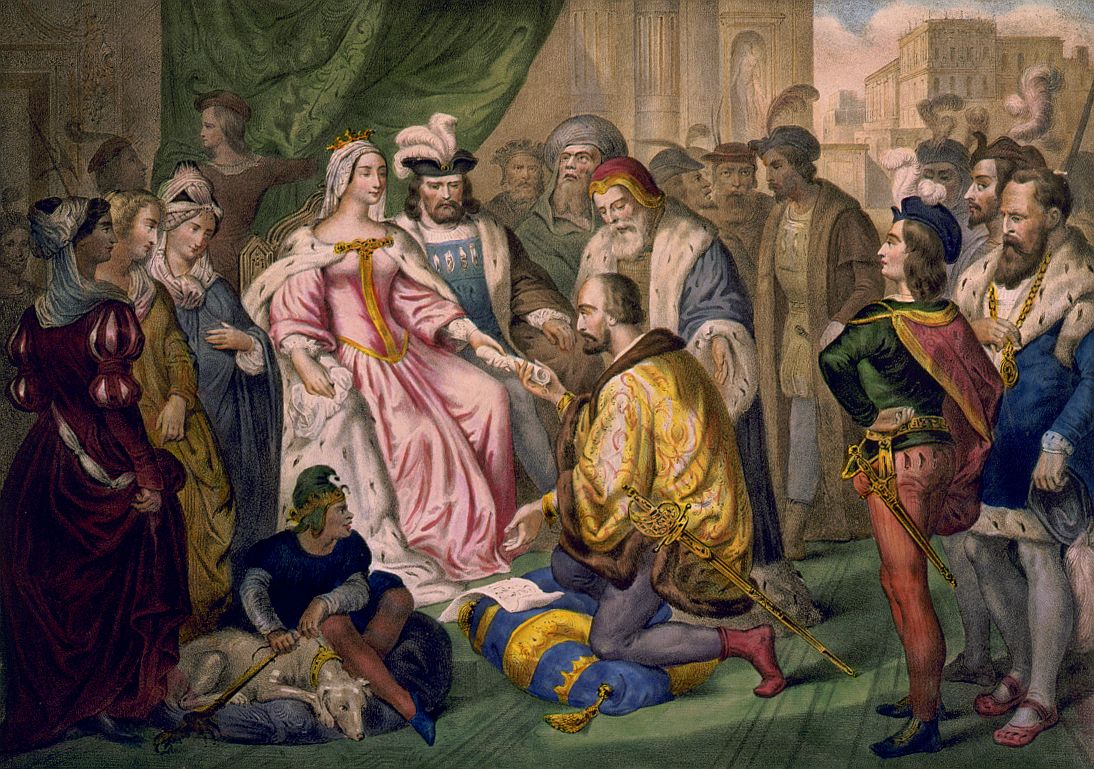
استقبال الملوك الكاثوليك لكريستوفر كولومبوس،وخوان نينيو

في 15مارس1493م عاد من رحلة الاكتشاف الأولى، ووصل بسفينة لانينيا إلى ميناء بالوس كبقية الملاحين (كريستوفر كولومبوس، والأخوة نينيو، باقي البحارة)؛ لإتمام عهد كولومبوس. وفي دير سانتا كلارا أتموا هذا العهد. ثم أقيم مع كريستوفر كولومبوس في بيته بشارع ريبارا بموغير، قيل أنه صاحبه إلى برشلونة لإخبار الملوك الكاثوليك باكتشافاته.
أيضاً ما بين عام1493م و1496م شارك كريستوفر كولومبوس في رحلة الاكتشاف الثانية كقبطان لسفينة لانينيا.
ومابين عام 1499م و1501م في رحلة الاكتشاف الثالثة سافر متبعاً خطى كولومبوس في رحلة اكتشافه الثانية، حيث اكتشف ياريت (أرض النعم). منذ عام 1514م ظهر منصبه الحقيقي كقبطان للسفينة. تزوج من مارينا جونسالز، والتي أنجب منها أربعة أبناء: أندرس، وألونسو، وفرانسيسكو، وليونور، على الرغم من بعض المؤرخون أكدوا أن فقط ألونسو وليونور هم الأبناء، أما أندرس وفرانسيسكو أحفاد. ومن بين أبنائه «أندرس نينيو» الذي عاهد الإمبراطور كارلوس عام 1518م على الذهاب لاكتشاف بحر الجنوب.
استمر خوان نينيو في مشاركته في الرحلات العابرة لما وراء المحيط حتى وفاته المنية في بلاد الهند بين 1518م و1520م.

## وصلات خارجية
http://www.aytomoguer.es/es/
https://web.archive.org/web/20080929152837/http://www.diphuelva.es/contenido_basico.asp?idContenido=418